# 源覺
源覺（日语：／ Minamoto no Satoru，849年—879年11月7日）是日本平安時代前期貴族，父親是仁明天皇。官位為正四位下宮内卿。

## 生涯
嘉祥2年（849年），源覺作為仁明天皇與山口氏之女之子出生，但是遭到臣籍降下，賜姓源氏，姓則為朝臣。貞觀11年（869年），源覺直接跳過從五位下，直接升至從四位上，並且在貞觀12年（870年）獲任命為次侍從。其後，源覺除了在平安京擔任右京大夫之外，亦曾經在但馬國和美濃國擔任守。期間的貞觀17年（875年），清和天皇與一眾儒學者一同閱讀《群書治要》時，源覺則負責講解，而在貞觀18年（876年），清和天皇讓位時，源覺則擔任左馬寮的監護。
陽成天皇即位後翌年的元慶元年（877年），源覺升至正四位下宮内卿，其後在元慶3年（879年）8月負責擔任送伊勢齋内親王使。同年10月20日（11月7日），源覺死去，最終官位是宮内卿正四位下。
源覺為人聰明敏銳，學識淵博，獲稱讚為有能的官吏。

## 官歷
按《日本三代實錄》記載。
- 貞觀11年（869年）正月7日：從四位上
- 貞觀12年（870年）12月29日：次侍從
- 貞觀17年（875年）以前 右京大夫、但馬守
- 貞觀18年（876年）以前 美濃守
- 元慶元年（877年）
  - 10月18日：宮内卿兼美濃守
  - 11月21日：正四位下
- 元慶3年（879年） 8月19日：送伊勢齋内親王使

## 家族
- 父：仁明天皇
- 母：山口氏之女
- 妻：不詳
  - 男子：源濟
  - 男子：源脩
  - 男子：源都